# Foot-Ball Club Bergamo
Il Foot-Ball Club Bergamo (detto anche Bergamo F.C. dalla stampa locale) è stato un club esclusivamente calcistico, la cui fondazione fu ufficializzata a Bergamo il 15 ottobre 1904 in un salone al primo piano dell'Albergo Cappello d'Oro.

## Le origini
Già nella primavera del 1903 la stampa bergamasca dava notizia di "una compagnia di giovanotti pel gioco del cosiddetto football, ossia del pallone lanciato coi piedi" in Piazza d'Armi (l'ex Campo di Marte) che avrebbero disputato una successiva sfida al Ciclodromo (all'epoca vicino alla stazione ferroviaria) con alcuni campioni di Milano.
L'industriale tessile svizzero Matteo Legler si fa promotore della costituzione della nuova società con gli amici Luigi Masnada, Romeo Bonacina, Ernesto Kundert, Pietro e Salvatore Dell'Oro convocando alle 20,30 l'assemblea costitutiva all'Albergo Cappello d'Oro.
A disputare le partite inizialmente solo amichevoli furono Giuseppe Carsana, Pietro Dell'Oro, Fritz Peka, Salvatore Dell'Oro, Luigi Carminati, Guido Caprotti, Riccardo Novak, Attilio Carsana, Hugo Rietmann, Previtali e Matteo Legler.
Il campo di gioco fu spesso per le occasioni importanti il vecchio Ippodromo di Borgo S.Caterina, quando fu possibile affittarlo, campo che in seguito fu utilizzato anche dalla Bergamasca a partire dal 1913. La prima partita di cui diede notizia la stampa locale fu disputata il 16 aprile 1905 contro la seconda squadra dell'Unione Sportiva Milanese vinta 4-2 mettendo in campo la seguente formazione: Beach, Pietro Dell'Oro, Luigi Carminati, Salvatore Dell'Oro, Giuseppe Carsana, Guido Caprotti, Matteo Legler, Attilio Carsana, Hugo Rietmann, Riccardo Novak e Tito Legrenzi.

## Amichevoli e campionati
L'affiliazione alla F.I.F. arriva soltanto la stagione successiva con l'iscrizione al campionato di Seconda Categoria che la vide classificarsi seconda nel girone lombardo fronteggiando solo squadre milanesi.
La stagione successiva i bergamaschi presero parte ancora al campionato di Seconda Categoria, ma dopo l'infelice esordio contro la vincente delle qualificazioni milanesi pensarono bene di dichiarare forfait preferendo disputare un'amichevole a Chiasso in cui superarono gli elvetici per 2-0.
Il 1907 è l'anno dell'inizio dell'attività delle due compagini trevigliesi del "Collegio Facchetti" e del Circolo Sportivo Trevigliese, ma soltanto la prima si iscrisse alle eliminatorie di Terza Categoria e il F.C. Bergamo preferì questo campionato pur di non incontrare le seconde squadre milanesi.
Singolare in ogni caso l'andamento delle finali che la videro impegnata contro la Libertas di Milano. La prima gara non fu disputata ufficialmente perché l'erba del campo della Libertas non era stata tagliata (era alta circa 22–23 cm.) e l'arbitro la fece disputare solo amichevolmente (vinta 4-0 dalla Libertas). Disputata il 12 aprile terminò pari (1-1) e fu rigiocata il 3 maggio in campo neutro, ma il Bergamo si presentò incompleto, in 10, perché avvisato il ritardo e il "forfait" per ritiro dal campo fu dovuto ad un giocatore espulso e 2 usciti volontariamente per protesta all'operato dell'arbitro.
L'iniziale forfait fu tramutato dalla F.I.F. in ulteriore gara di finale giocata in piena canicola il 21 giugno 1908, e il Bergamo non si presentò in campo.
Nella stagione 1908-1909 prese parte alle eliminatorie provinciali di Terza Categoria incontrando solo la "Forti e Liberi" di Brescia visto il ritiro alla prima gara del Collegio Facchetti. Superati i bresciani, batté in finale la U.S. Milanese II con risultato di 3-1.
Nella stessa stagione vinse la "Coppa Treviglio" indetta dal C.S. Trevigliese.
Dopo aver pagato l'affiliazione alla F.I.G.C. per la stagione 1909-1910 il Bergamo iniziò a sfaldarsi. Matteo Legler uscì dal direttivo e andò a fondare la Società Sportiva Vita Nova di Ponte San Pietro mentre Riccardo Novak diventò uno degli spadisti più importanti della Bergamasca.
Disputata ancora una amichevole all'inizio della primavera 1911 contro il Chiasso, anche gli ultimi calciatori di origine svizzera (Luchsinger e Droll) abbandonarono il club che non si iscrisse più a nessuna competizione ufficiale.
La paventata fusione con la Società Bergamasca di Ginnastica e Scherma non fu mai realizzata perché i calciatori avevano già tutti abbandonato la squadra di calcio, molto probabilmente per necessità lavorative, mentre la Bergamasca inaugurò la sezione calcio solo all'inizio del 1913.